# 騎兵第10連隊
騎兵第10連隊（きへいだい10れんたい、騎兵第十聯隊）は、大日本帝国陸軍の騎兵連隊のひとつ。1940年（昭和15年）8月に捜索第10連隊に改編された。

## 戦歴
明治32年に姫路城下に設置され、日露戦争を始めとして満州事変、支那事変と相次いで出動し、最終的に太平洋戦争時にフィリピン本土でほとんど全滅し解隊に至った。

## 沿革
- 1899年（明治32年）12月27日 - 軍旗拝受
- 1904年（明治37年） - 日露戦争(遼陽会戦、沙河会戦、奉天会戦等)
- 1931年（昭和6年） - 満州事変（熱河作戦その他多数の戦闘に従事)
- 1937年（昭和12年） - 支那事変(徐州会戦、武漢攻略戦等)
- 1939年（昭和14年） - 内地に帰還
- 1940年（昭和15年） - 捜索第10連隊に改編、再び満州に派遣
- 1944年（昭和19年）-　比島に転進、ルソン島の戦い

## 歴代連隊長
| 代 | 階級     | 氏名         | 在任期間 | 備考 |
| -- | -------- | ------------ | -------- | ---- |
| 1  | 陸軍少佐 | 河野 政次郎  |          |      |
| 2  | 陸軍少佐 | 宮崎 兼文    |          |      |
| 3  | 陸軍中佐 | 河野 政次郎  |          |      |
| 4  | 陸軍中佐 | 安田 徐次郎  |          |      |
| 5  | 陸軍中佐 | 三岳 於兎勝  |          |      |
| 6  | 陸軍少佐 | 吉利 悌輔    |          |      |
| 7  | 陸軍少佐 | 黒田 照孝    |          |      |
| 8  | 陸軍少佐 | 宇高 忠高    |          |      |
| 9  | 陸軍少佐 | 加納 信暉    |          |      |
| 10 | 陸軍少佐 | 長沢 郁五郎  |          |      |
| 11 | 陸軍少佐 | 池上 八十二  |          |      |
| 12 | 陸軍中佐 | 大浦 熊雄    |          |      |
| 13 | 陸軍大佐 | 本田 倉次郎  |          |      |
| 14 | 陸軍大佐 | 板野 廉七    |          |      |
| 15 | 陸軍大佐 | 松田 仁三郎  |          |      |
| 16 | 陸軍大佐 | 笠井 敏松    |          |      |
| 17 | 陸軍中佐 | 賀陽宮恒憲王 |          |      |
| 18 | 陸軍中佐 | 桑田 貞三    |          |      |
| 19 | 陸軍中佐 | 三田村 逸雄  |          |      |
| 20 | 陸軍中佐 | 竜見 南海雄  |          |      |
| 21 | 陸軍中佐 | 根岸 森太郎  |          |      |
| 22 | 陸軍少佐 | 鈴木 重忠    |          |      |